# Pillow (Stati Uniti d'America)
Pillow è un comune (borough) degli Stati Uniti d'America, situato nello stato della Pennsylvania, nella contea di Dauphin.